# Megachile ponticum
Megachile ponticum là một loài Hymenoptera trong họ Megachilidae. Loài này được Alfken mô tả khoa học năm 1933.